# 8 mars-rörelsen
8 mars-rörelsen är en valallians i Libanon. Det var den styrande koalitionen i Libanon under ledning av premiärminister Najib Mikati från juni 2011 till den 23 mars 2013 

## Historia
Namnet på alliansen härrör, i likhet med dess politiska motståndares i 14 mars-rörelsen, från de olika politiska lägrens jättedemonstrationer i Beirut den dramatiska våren 2005 då expremiärminister Rafik Hariri mördades och Syrien tvingades dra bort sin armé ur Libanon.
Inför parlamentsvalet i juni 2009 var 8 mars-rörelsen favorittippad. Men man stannade på 57 mandat och fick fortsätta i opposition. Detta sedan Michel Aouns parti Fria patriotiska fronten till sist förlorat några avgörande kristna valkretsar efter att den maronitiske patriarken varnat för en Hizbollah-seger.
Det Progressiva Socialistiska partiet lämnade den 14 mars-rörelsen i januari 2011 efter att ha varit en av dess hörnstenar. Detta drag gav 8 mars-rörelsen och dess partners en majoritet i parlamentet, så att de kunde utse Najib Mikati som premiärminister för att bilda den libanesiska regeringen i juni 2011.
Regeringen ledd av 8 mars-rörelsen överlevde i 22 månader fram tills Mikatis avgång den 23 mars 2013.